# The Master and the Man
The Master and the Man est un film muet américain réalisé par Thomas H. Ince et sorti en 1911.

## Fiche technique
- Réalisation : Thomas H. Ince
- Production : Carl Laemmle
- Date de sortie :  États-Unis : 15 mai 1911

## Distribution
- King Baggot : Basil King
- Mary Pickford : Elsie Graham
- William Robert Daly : le serviteur